# Анцирабе
Анцира́бе (малаг. Antsirabe, фр. Antsirabe) — третий по величине город на Мадагаскаре. Население — более 250 тыс. человек. Город является столицей региона Вакинанкаратра. Анцирабе расположен на высоте около 1500 м, ввиду чего климат в городе прохладный. В городе расположены тёплые источники и горячие купальни, бывшие особенно популярными в XIX веке. Недалеко от Анцирабе — озеро вулканического происхождения Тритрива.

## История
Город был основан норвежскими миссионерами, которым понравился здешний климат. Название города переводится как «место, где много соли».

## Экономика
В городе расположены компании «Тико» (выпускает молочную и другие виды пищевой продукции), Стар Брассериз (производит напитки), «Котона» (текстильная продукция) и «Кобама» (зерно).

## Транспорт
В городе расположен конечный пункт железной дороги Антананариву—Анцирабе, по которой в настоящее время ходят только товарные составы. Ветку тянут дальше на юг, через Винанинкарену, но строительство пока что не завершено. Государственная трасса № 7 соединяет Анцирабе с Антананариву (на севере) и с Фианаранцуа и Тулиарой (на юге).

## Климат
Климат тропический. Средние температуры января — 20 °С, июля — около 13 °С. Осадков от 1000 до 1500 миллиметров в год.

## Население
| Год  | Численность | Численность |
| ---- | ----------- | ----------- |
| 1963 | 26 900      | [ 4 ]       |
| 1975 | 78 941      | [ 5 ]       |
| 1985 | 150 000     | [ 6 ]       |
| 1986 | 91 000      | [ 7 ]       |
| 1993 | 126 062     | [ 5 ]       |
| 2005 | 176 933     |             |
| 2009 | 200 804     |             |
| 2011 | 225 965     |             |
| 2014 | 257 163     | [ 8 ]       |
| 2018 | 265 018     |             |

## Города-побратимы
- Ставангер, Норвегия[9]
- Монлюсон, Франция[10]
- Леваллуа-Перре, Франция[11]
- Вакоа-Феникс, Маврикий[12]

## Галерея

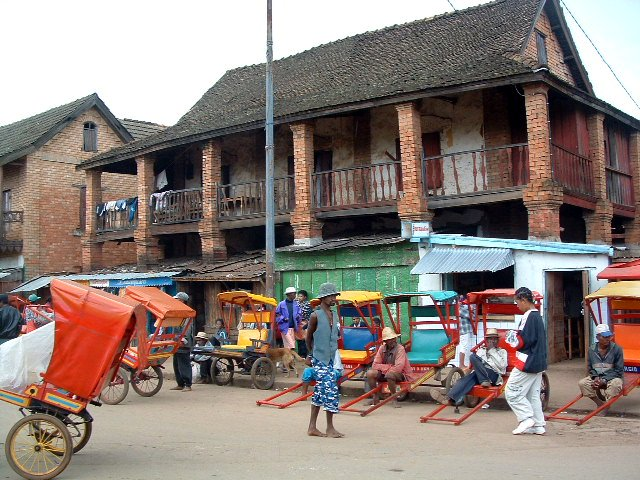
Центр города
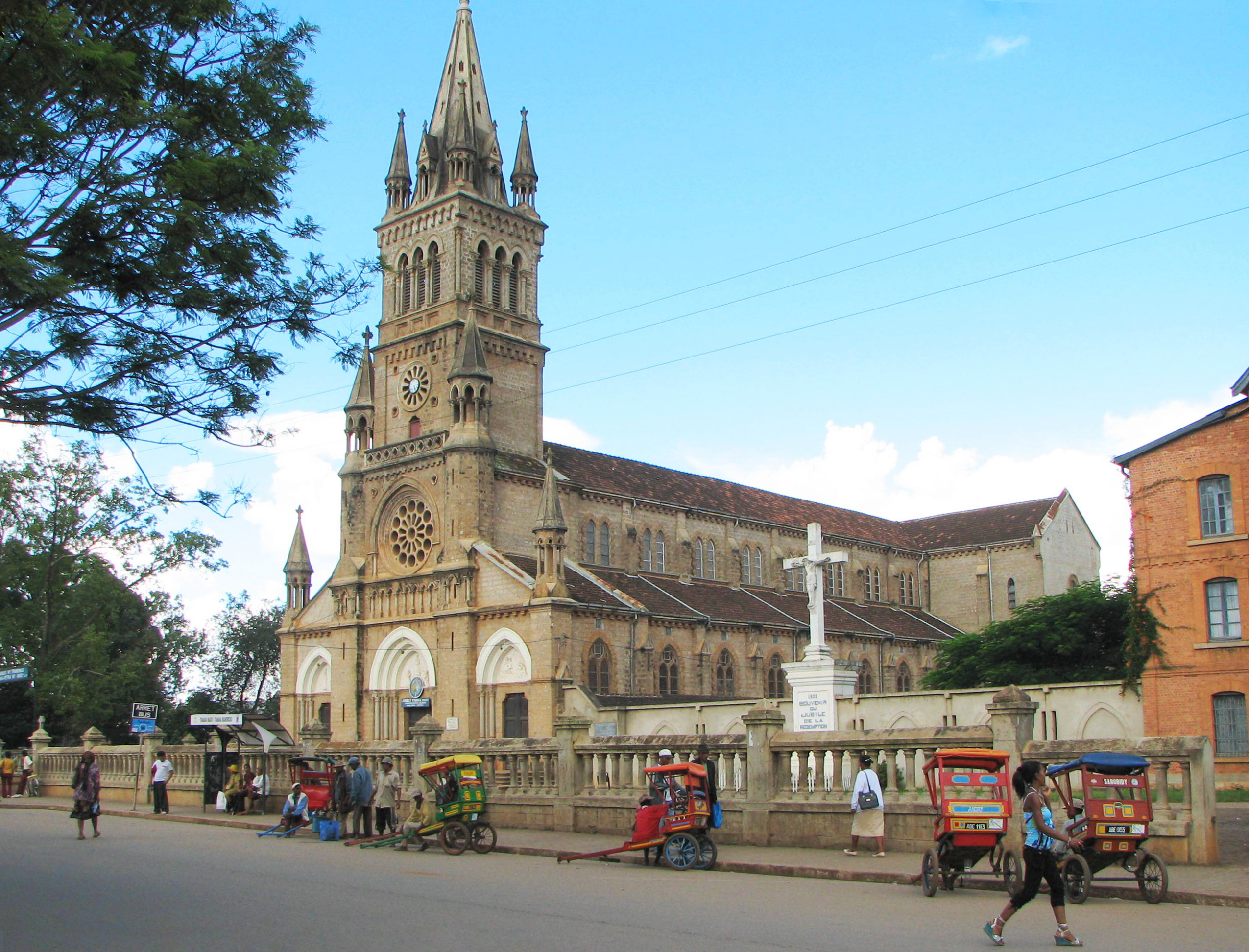
Собор
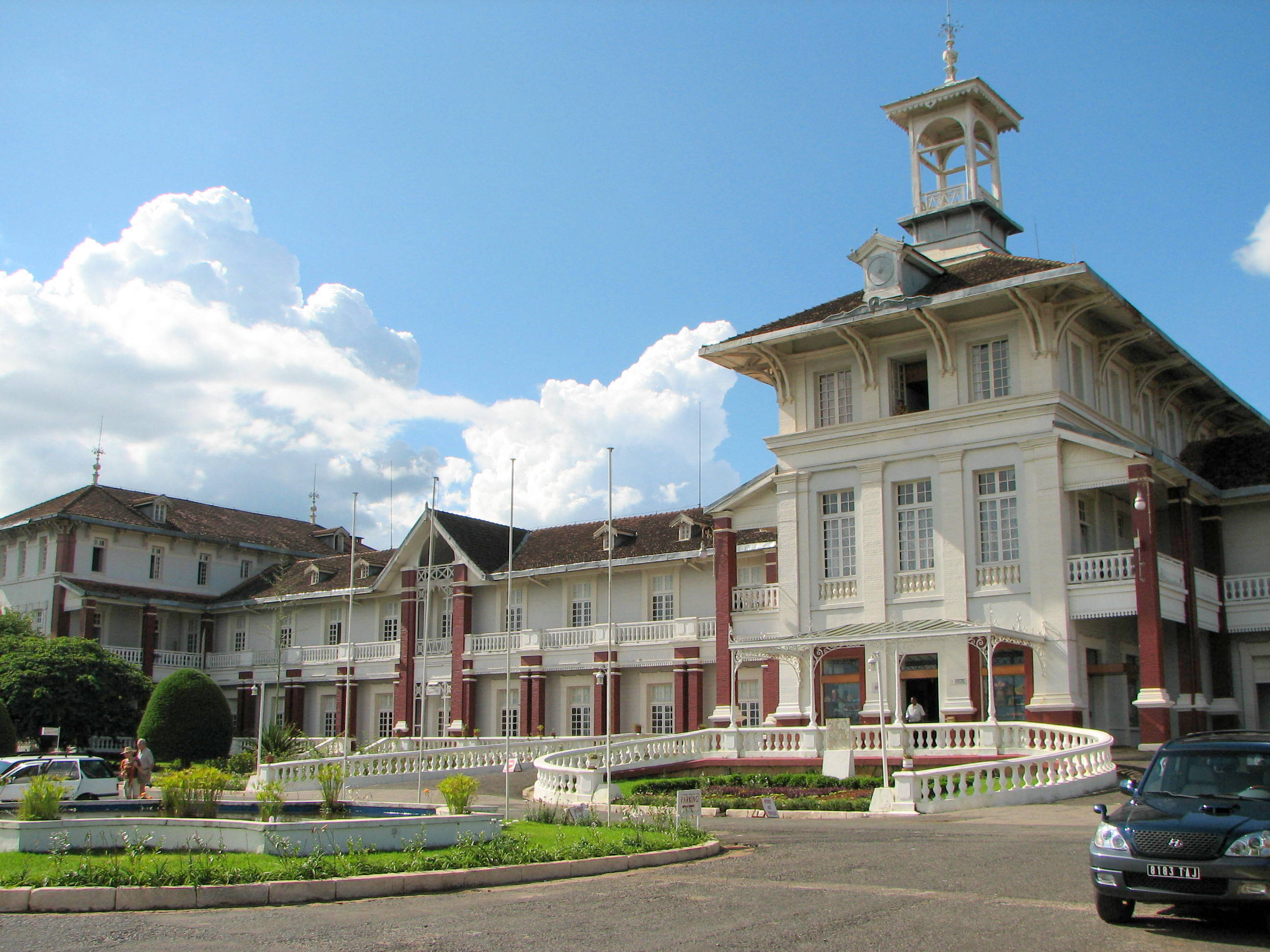
Hôtel des Thermes (Отель Термы)
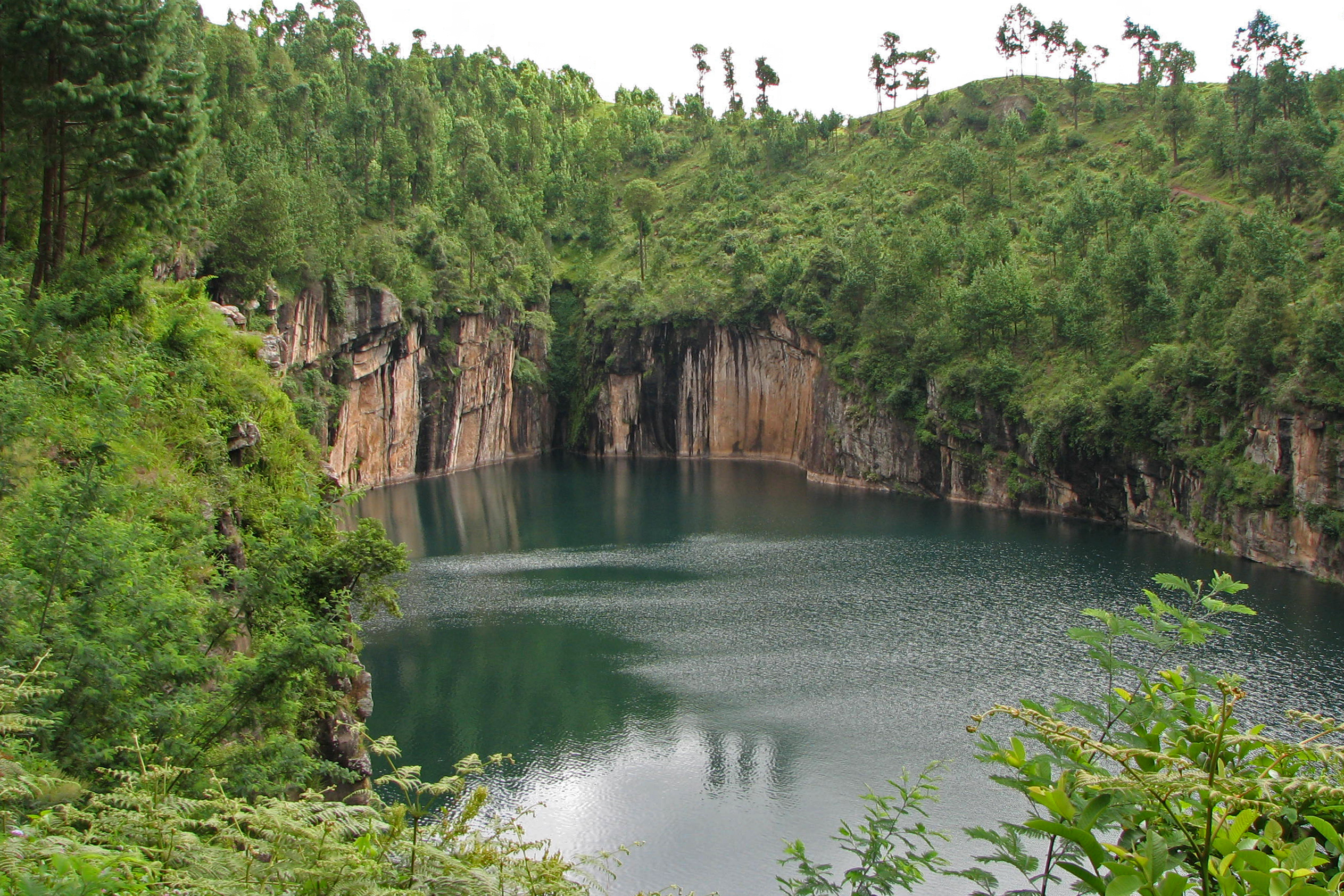
Озеро Тритрива